# Šime Vrsaljko
Šime Vrsaljko (phát âm tiếng Serbia-Croatia: [ʃǐːme ʋr̩sǎːʎko]; sinh ngày 10 tháng 1 năm 1992) là một cựu cầu thủ bóng đá chuyên nghiệp người Croatia chơi ở vị trí hậu vệ phải.
Vrsaljko đã có trận ra mắt cho Croatia vào năm 2011 và tiếp tục đại diện cho đất nước của mình tại Giải vô địch bóng đá châu Âu vào các năm 2012, 2016 và 2020, cũng như FIFA World Cup vào năm 2014 và 2018, lọt vào trận chung kết của giải đấu sau này.

## Sự nghiệp câu lạc bộ

### Sự nghiệp ban đầu
Vrsaljko bắt đầu sự nghiệp của mình tại Lokomotiva, nơi anh trải qua mùa giải 2009–2010 dưới dạng cho mượn từ Dinamo Zagreb. Anh ra mắt cho Lokomotiva ở giải hạng nhất Croatia trong trận đấu với Rijeka vào ngày 26 tháng 7 năm 2009 ở tuổi 17. Vrsaljko có mặt trong đội hình xuất phát trong 17 trận đấu của Lokomotiva trong năm 2009, chỉ được thay ra một lần.

### Dinamo Zagreb
Anh gia nhập Dinamo Zagreb vào ngày 22 tháng 12 năm 2009 trước kỳ nghỉ đông và ra mắt trong trận đấu đầu tiên cho Dinamo Zagreb vào ngày 27 tháng 2 năm 2010 gặp Croatia Sesvete tại Prva HNL. Anh đã có thêm 9 lần ra sân vào cuối mùa giải cho Dinamo, tổng cộng 27 lần ra sân trong cả mùa giải. Vrsaljko cũng có một lần ra sân trong trận bán kết Cúp Croatia 2009–2010.
Vrsaljko đã bỏ lỡ các trận đấu mở màn của mùa giải 2010–2011 khi anh được triệu tập lên đội tuyển U19 Croatia. Anh xuất hiện lần đầu tiên trong mùa giải vào ngày 31 tháng 7 trong trận đấu với Rijeka mà Dinamo Zagreb để thua 2-1. Sau đó, Vrsaljko đã có trận ra mắt ở các giải đấu châu Âu , trong trận thua Sheriff Tiraspol ở vòng loại thứ ba của UEFA Champions League 2010–2011. Vào tháng 8 năm đó, anh được liên hệ chuyển đến Olympique Marseilles với mức phí 4 triệu euro, nhưng phó chủ tịch điều hành câu lạc bộ Zdravko Mamić đã từ chối lời đề nghị của đội bóng Pháp. Vào ngày 29 tháng 8, anh ghi bàn thắng đầu tiên ở giải đấu cho câu lạc bộ trong trận đấu với Cibalia mà Dinamo Zagreb đã thắng 2–0. Nhờ những màn trình diễn ấn tượng của anh cho Dinamo dưới sự dẫn dắt của huấn luyện viên Vahid Halilhodžić, anh được vinh danh là Niềm hy vọng của bóng đá Croatia vào năm 2010. Vào cuối mùa giải, anh đã giành được cú ăn hai với Dinamo.
Anh bắt đầu mùa giải 2011/2012 bằng pha kiến tạo cho Ivan Krstanović trong chiến thắng 3–0 tại vòng loại UEFA Champions League trước Neftchi Baku ở Zagreb. Vào tháng 8 năm 2011, anh bị đuổi khỏi sân trong trận đấu trên sân khách của vòng play-off UEFA Champions League 2011–2012 gặp Malmö FF, khi Dinamo giành quyền tham dự UEFA Champions League lần đầu tiên sau 12 năm. Anh bị cấm thi đấu 3 trận tại Champions League. Anh có trận ra mắt UEFA Champions League 2011–12 vào lượt trận thứ 4 với AFC Ajax, và xuất hiện lần nữa trong trận đấu cuối cùng gặp Olympique Lyonnais trên sân vận động Maksimir. Ở giải quốc nội, anh ra sân 22 trận và có 5 pha kiến tạo, giúp Dinamo giành thêm một cú ăn hai nữa - Prva HNL và Hrvatski kup.
Sau khi trở về từ Ba Lan, nơi anh là thành viên của đội tuyển Croatia tại UEFA Euro 2012, anh đã giúp Dinamo giành quyền tham dự UEFA Champions League một lần nữa. Anh đã có 4 lần ra sân ở vị trí hậu vệ cánh phải tại UEFA Champions League 2012–13 khi Dinamo xếp cuối bảng với chỉ 1 điểm. Anh cũng đã có 25 lần ra sân ở giải đấu, đóng góp 3 đường kiến tạo.

### Genoa
Vào ngày 12 tháng 7 năm 2013, Vrsaljko gia nhập Genoa bên phía Serie A với giá 4,6 triệu. Trong mùa giải đầu tiên của anh ở giải đấu hàng đầu Italia, Vrsaljko thường xuyên đá chính ở vị trí chạy cánh phải. Anh đã ra sân tổng cộng 22 lần, vắng mặt ở các vòng đấu từ 24 đến 33 vì chấn thương.

### Sassuolo
Vào ngày 22 tháng 7 năm 2014, Vrsaljko ký hợp đồng với Sassuolo với giá 3,5 triệu euro cộng với tiền thưởng 2 triệu euro. Anh đã trở thành một phần quan trọng trong hàng thủ của Sassuolo dưới thời huấn luyện viên Eusebio Di Francesco, và cuối cùng đã giúp đội bóng giành được suất tham dự Europa League lần đầu tiên sau khi đứng thứ 6 tại Serie A.

### Atlético Madrid
Vrsaljko ký hợp đồng với câu lạc bộ La Liga Atlético Madrid vào năm 2016 theo bản hợp đồng có thời hạn 5 năm. Vào ngày 16 tháng 5 năm 2018, Vrsaljko đá chính trận chung kết Europa League khi Atlético giành chức vô địch.

### Cho mượn đến Inter Milan
Vào ngày 31 tháng 7 năm 2018, Vrsaljko gia nhập đội bóng Ý Inter Milan theo dạng cho mượn có thời hạn một năm với điều khoản mua đứt. Vào ngày 27 tháng 1 năm 2019, Vrsaljko đã phải nghỉ thi đấu ít nhất 6 tháng do phẫu thuật dây chằng đầu gối trái.

### Trở lại Atlético
Vào ngày 26 tháng 1 năm 2020, anh chơi trận đấu đầu tiên sau một năm nghỉ thi đấu với Leganés, kết quả là một trận hòa không bàn thắng. Anh được tung vào sân thay thế cho Ivan Šaponjić ở phút 88. Vào ngày 18 tháng 2, anh bắt đầu trận lượt đi vòng 16 đội Champions League trên sân nhà trước đương kim vô địch Liverpool, kết thúc với chiến thắng 1–0. Vào ngày 10 tháng 8, Atlético thông báo rằng Vrsaljko và đồng đội Ángel Correa đều dương tính với COVID-19, họ bị loại khỏi đội hình chơi trận tứ kết với RB Leipzig.
Sau khi trải qua một cuộc phẫu thuật đầu gối khác trong mùa hè, Vrsaljko cuối cùng đã trở lại sân cỏ vào ngày 16 tháng 12, khi anh ghi bàn trong chiến thắng 3–0 ở Copa del Rey trước Cardassar.

### Olympiacos
Vào ngày 2 tháng 7 năm 2022, Vrsaljko chuyển đến câu lạc bộ Olympiacos tại giải vô địch quốc gia Hy Lạp theo dạng chuyển nhượng tự do, ký hợp đồng ba năm. Anh ra mắt câu lạc bộ vào ngày 20 tháng 7 trong trận đấu thuộc vòng loại Champions League gặp Maccabi Haifa với tỷ số hòa 1-1. Tuy nhiên, vào tháng 11 năm 2022, hợp đồng của Vrsaljko đã bị chấm dứt theo thỏa thuận chung.

### Giải nghệ
Vào ngày 23 tháng 3 năm 2023, Vrsaljko tuyên bố giải nghệ ở tuổi 31.

## Sự nghiệp quốc tế

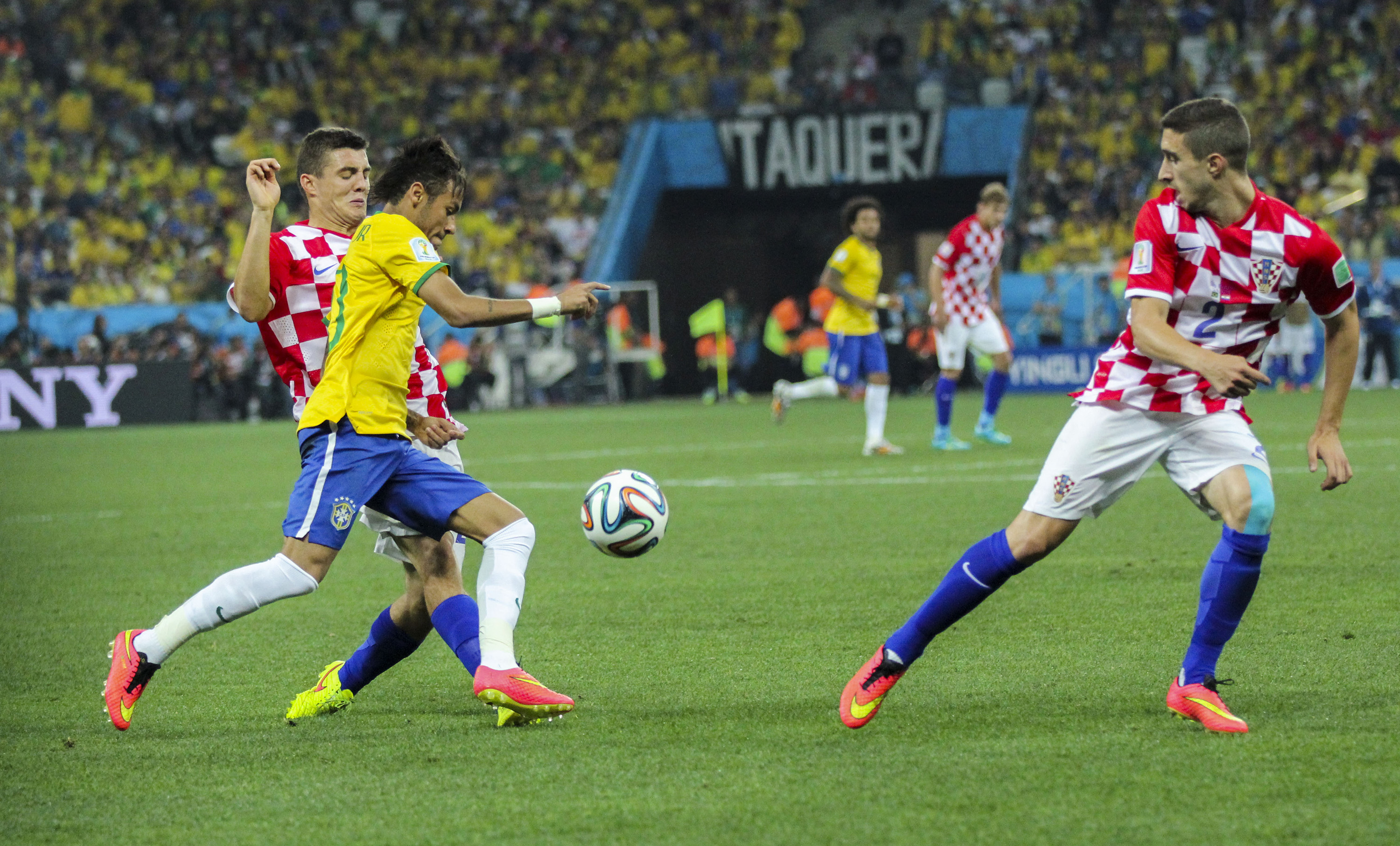
Vrsaljko (phải) trong trận đấu với Brazil tại 2014 FIFA World Cup

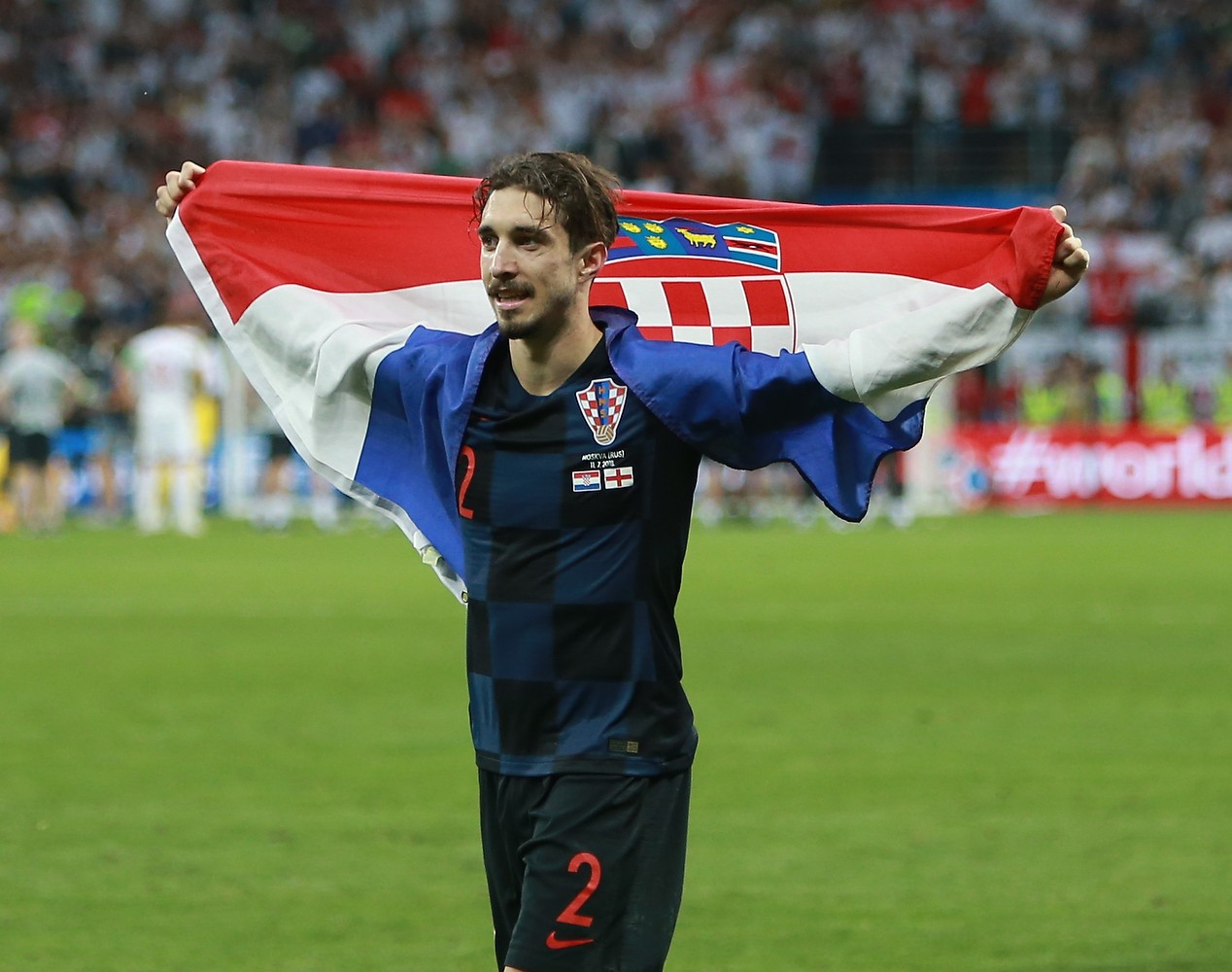
Vrsaljko tại 2018 FIFA World Cup

Anh được gọi lần đầu tiên vào đội tuyển Croatia vào ngày 2 tháng 11 năm 2010 cho vòng loại Euro 2012 gặp Malta. Anh ra mắt đội tuyển quốc gia vào ngày 9 tháng 2 năm 2011 trong một trận giao hữu gặp Cộng hòa Séc. Anh đã có thêm 3 lần ra sân trước tháng 5 năm 2012, khi có tên trong danh sách sơ bộ 26 cầu thủ của Croatia tham dự VCK Euro 2012. Sau trận giao hữu với Estonia vào tháng 5 năm 2012, HLV Croatia Slaven Bilić đã rút anh khỏi danh sách cuối cùng tham dự UEFA Euro 2012. Tuy nhiên, chỉ một tuần sau khi bị rút khỏi danh sách cuối cùng, anh lại được gọi lên tuyển do chấn thương của cầu thủ Ivo Iličević của Hamburger SV. Anh là cầu thủ dự bị không được sử dụng trong cả ba trận đấu của Croatia tại giải đấu.
Trong suốt giai đoạn vòng loại FIFA World Cup 2014, anh chỉ xuất hiện một lần duy nhất, trong trận đấu với Bỉ ở Zagreb. Vào tháng 5 năm 2014, anh có tên trong danh sách 23 cầu thủ của Croatia cho FIFA World Cup 2014 tại Brazil. Do những ca chấn thương của đội tuyển Croatia ngay trước trận mở màn với Brazil, Vrsaljko đã trám vào vị trí hậu vệ trái thay cho Danijel Pranjić bị chấn thương. Anh đã thể hiện vai trò của mình như một hậu vệ trái trong trận đấu quyết định gặp Mexico, kết thúc bằng thất bại 3–1 và khiến Croatia bị loại.
Vào ngày 12 tháng 11 năm 2014, ở tuổi 22, anh là đội trưởng của đội tuyển quốc gia trong trận thua 2–1 trước Argentina và chơi cả trận.  Anh đã trở thành một trong những đội trưởng trẻ nhất trong lịch sử của đội tuyển quốc gia, với Darijo Srna được cho nghỉ ở trận gặp Ý.
Vào tháng 5 năm 2018, anh có tên trong đội hình Croatia tham dự FIFA World Cup 2018 tại Nga. Anh đá chính ở sáu trong bảy trận đấu với vị trí á quân của đội. Anh cũng đã tham gia ba trong bốn trận đấu trong giải khai mạc Nations League, bỏ lỡ trận đấu trên sân nhà gặp Anh với kết quả hòa không bàn thắng do chấn thương đầu gối.
Vào tháng 9 năm 2020, Vrsaljko trở lại đội tuyển quốc gia sau gần hai năm vắng mặt do phẫu thuật đầu gối. Anh có tên trong các trận đấu tại Nations League của huấn luyện viên Zlatko Dalić gặp Bồ Đào Nha và Pháp. Tuy nhiên, Vrsaljko đã không chơi một phút nào cho đến trận đấu ở vòng loại World Cup 2022 gặp Slovenia vào ngày 24 tháng 3 năm 2021, trận đấu mà Croatia đã để thua 1–0. Trận thua này là trận đấu đầu tiên của anh cho đội tuyển quốc gia sau 28 tháng. Tuy nhiên, màn trình diễn không tốt của anh đã khiến HLV Dalić loại anh khỏi đội hình xuất phát để thay cho Josip Juranović trước trận đấu tại Euro 2020 của Croatia gặp Scotland, và anh không được gọi lên tuyển trước vòng loại World Cup tháng 9 của Croatia với Nga, Slovakia và Slovenia.
Ngày 26 tháng 8 năm 2022, Šime Vrsaljko chính thức chia tay đội tuyển quốc gia sau 11 năm gắn bó, tổng cộng anh đã thi đấu 52 trận và không ghi được bàn thắng nào.